# Девос, Ноэль
Ноэ́ль Дево́с (фр. Noël Devos; 8 октября 1929, Кале — 3 марта 2018) — бразильский фаготист французского происхождения.
Окончил консерваторию в своём родном городе, затем Парижскую консерваторию (1951) по классу Гюстава Дерена. В 1957 г. был удостоен второй премии Международного конкурса исполнителей в Женеве.
В 1952 г. по приглашению Элеазара де Карвалью прибыл в Бразилию, где с тех пор жил и работал. На протяжении многих лет играл в составе Бразильского симфонического оркестра, одновременно заняв положение ведущего солиста страны (и первого в Бразилии профессионального преподавателя игры на фаготе). Выступал с ведущими дирижёрами Бразилии, а также с Леонардом Бернстайном, Эрихом Кляйбером, Игорем Маркевичем.
Наиболее важное творческое содружество связало Девоса с композитором Франсиско Миньоне, написавшим для него целый ряд произведений, от Концертино для фагота с оркестром (1957) до Шестнадцати вальсов для фагота соло (1981); многие из них Девос записал.